# 죽천초등학교
죽천초등학교는 대한민국 경상북도 포항시 북구에 있는 초등학교다.

## 학교 연혁
- 1940.03.20 죽천공립학교 설립 인가
- 1940.05.01 죽천공립학교 개교
- 1946.06 제1회 졸업(남 38명, 여 1명, 계 39명)
- 1946.02.12 광복후 6학급 편성
- 1981.03.01 죽천초등학교 병설 유치원 1학급 편성
- 2014.02.19 제69회 졸업(졸업생 수 4,008명)
- 2014.03.01 제30대 김태선 교장선생님 부임
- 2014.03.01 5학급 및 유치원 1학급 편성